# Кабілія (футбольний клуб)
Женес Спортів де Кабілі або просто «Кабілія» (фр. Jeunesse Sportive de Kabylie, араб. شبيبة القبائل) — професіональний алжирський футбольний клуб з міста Тізі-Узу, який виступає в Алжирській Професіональній Лізі 1. Футбольний клуб має своїх прихильників навіть за межами міста Тізі-Узу. Свої домашні поєдинки «Кабілія» проводить на стадіоні «1 листопада 1954».
«Кабілія» — найуспішніший футбольний клуб Алжиру, 14 разів клуб перемагав у національному чемпіонаті та ще 5 разів здобував національний кубок. Клуб шість разів перемагав у африканських континентальних турнірах, в тому числі двічі — в Лізі чемпіонів КАФ, одного разу — в Кубку володарів кубків КАФ та тричі — в Кубку КАФ.

## Історія

### 1928-1946: Важке народження
Попередником футбольного клубу вважається Молодіжний Спортивний Клуб Кабілія, який заснований в 1928 році відомим адвокатом Сіді Саїдом Ханафі. Його назвали Клуб Рапід Тізі-Узу. Він був переважно мусульманським клубом, на відміну від «Олімпіка» (Тізі-Узу) та «Кріатера» (Тізі-Узу). Як й інші поселенці та мусульмани співіснували в різних містах Алжиру, так і вище вказані клуби існували паралельно та мирно співіснували.
Нарешті після того, як всі ці труднощі історичного та політичного характеру вдалося подолати, 2 серпня 1946 року клуб було офіційно засновано під назвою «Спортивний Клуб Кабілія». Це відбулося після відмови від виступів у чемпіонаті АС Кабілії та Об'єднаного Союзу Мусульман Тізі-Узу, тому клуб розпочав свої виступи в третьому дивізіоні національного чемпіонату Футбольної асоціації Алжиру, у системі футбольних ліг Франції це був еквівалент сьомого дивізіону. Іншим важливим фактом в історії розвитку клубу стало те, що місто Тізі-Узу відмовилося фінансувати молодий клуб на ранньому етапі його історії, воліючи допомогти вже існуючому «Олімпіку» (Тізі-Узу), який вже тривалий час представляв це місто. І, нарешті, клуб звернувся до місцевого корінного населення, яке допомагало футбольним клубам мусульман (в тому числі, УСМА, МСА та Врба 8), внаслідок чого «Молодіжний Спортивний Клуб Кабілія» зіграв свій перший офіційний матч 13 жовтня 1946 року в третьому дивізіоні. 1946 рік, таким чином, побачив початок клубних змагань в Тізі-Узу на стадіоні «Арсен Вейманн», які знову відновилися в дещо зміненому форматі, оскільки це був перший сезон після завершення Другої світової війни та декількох років війни в регіоні.

### 1946–1970
Клуб дебютував в футбольних чемпіонатах Алжиру в сезоні 1946/47 років та за підсумками чемпіонату посів третє місце, завдяки цьому успіху наступного сезону клуб стартував уже в Другому дивізіоні чемпіонату Алжиру.
У наступному сезоні клуб виграв переміг у своїй групі, яка дозволила йому вийти до другого групового раунду, в якому Кабілія також виступив успішно. Цього разу клуб зайняв перше місце в своїй групі (1 перемога і 1 нічия) та здобув чемпіонство. Тому ЖСК вийшов до Першого дивізіону. Свій дебютний сезон в Першому дивізіоні чемпіонату Алжиру «Кабілія» завершила на другому місці, що дозволило клубу змагатися за право виходу до найвищого футбольного дивізіону Алжиру. Наступні два сезони клуб продовжував виступи у цьому сезоні, допоки в сезоні 1953/54 років команда не завоювала путівку до елітного дивізіону національного чемпіонату. Війна за незалежність Алжиру призвела до припинення футбольних змагань в країні.
Вперше до елітного дивізіону національного чемпіонату ЖСК вийшов у сезоні 1969/70 років.

### 1969–1977: Перші титули
По завершенню свого дебютного сезону у вищому дивізіоні алжирського чемпіонату клуб посів 6-те місце. За підсумками сезону 1972/73 років, уже в їх четвертому сезоні у вищому дивізіоні чемпіонату Алжиру, ЖСК вперше завоював титул переможця елітного дивізіону чемпіонату Алжиру. Потім тодішнім президентом Хуарі Бумедьєном клуб було перейменовано в Джаміат Сарі Кавкабі. У наступному сезоні ЖСК вдруге поспіль стає переможцем національного чемпіонату. Наступні два сезони були різними з точки зору клубних досягнень, у сезоні 1974/75 років команда посіла 7-ме місце, а в сезоні 1975/76 років — 3-тє. У сезоні 1976/77 років клуб знову здобуває чемпіонство національної першості. Нападник Кабілії Мокран Байлеш став найкращим бомбардиром чемпіонату з 20-ма забитими м'ячами. В тому ж сезоні клуб вперше оформив «золотий дубль», після перемоги в чемпіонаті та національному кубку.

### 1977–1989: Jumbo-JET, ера Халефа ти Зивотко
В сезоні 1977/78 років команда змінила назву на «Молоді Електроніки Тізі-Узу». Сезон 1978/79 років клуб завершив на 2-му місці в національному чемпіонаті та дійшов до фіналу національного кубку, але вже в 1980 році «Молоді Електроніки» знову завоювали титул переможця національного чемпіонату.
В 1980 році клуб переїхав на новий стадіон, а в 1981 році виграв Кубок африканських чемпіонів.
Також в 1985 та 1986 роках «Кабілія» здобула чергові титули переможця національного чемпіонату.
Після 12 років на чолі команди, тренерський дует Маєддін Халеф та Стефан Зивотко пішов у відставку, але залишилися в клубі як консультанти. Цей тандем допоміг Кабілії виграти шість чемпіонатів, один національний кубок та один Кубок африканських чемпіонів.

### 1989–2004
Клуб захистив свій титул по завершенні сезону 1989/90 років і вже четвертий раз став дворазовим переможцем чемпіонату Алжиру. Цей титул став вже десятим у колекції Кабілії. Також варто звернути увагу, що в цьому сезоні Кубок Алжиру з футболу не проводився. Сезон 1990/91 років клуб завершив на четвертому місці в чемпіонаті, а в національному кубку поступився УСМ Бель-Аббеш. ЖСК також дуже вдало виступав у континентальному турнірі та стали переможцями Кубок африканських чемпіонів 1990 року, у фінальному поєдинку «Кабілія» в серії післяматчевих пенальті переміг замбійський клуб Нкана Ред Девілс. На даний час ЖСК єдиний футбольний клуб Алжиру, який двічі здобував перемогу в найпрестижнішому клубному турнірі Африки, Лізі чемпіонів КАФ.
У сезонах 1991/92 та 1993/94 років клуб виграв Кубок Алжиру, а в 1995 році — Кубок володарів кубків КАФ.
У сезоні 2001/02 років «Кабілія» посіла друге місце в чемпіонаті та дійшла до півфіналу кубка.

### 2004 — досі
У сезоні 2003/04 років клуб переміг у чемпіонаті, але поступився у фіналі національного кубку УСМ Алжиру.
У сезоні 2007/08 років клуб виграв свій черговий титул переможця національного чемпіонату, але у наступному сезоні посіли друге місце, відразу після ЕС Сетіф.
Клуб переміг у національному кубку в сезоні 2011/12 років.
У липні 2012 року на посаду головного тренера команди було запрошено італійського фахівця Енріко Фаббро, але вже в листопаді його було звільнено з посади. Чемпіонат  клуб завершив на сьомому місці.

## Досягнення

### Національні
- Алжирська Професіональна Ліга 1
  -  Чемпіон (14): 1973, 1974, 1977, 1980, 1982, 1983, 1985, 1986, 1989, 1990, 1995, 2004, 2006, 2008
  -  Срібний призер (10): 1978, 1979, 1981, 1988, 1999, 2002, 2005, 2007, 2009, 2014
  -  Бронзовий призер (6): 1976, 1993, 1994, 2001, 2010, 2016

- Кубок Алжиру
  -  Володар (5): 1977, 1986, 1992, 1994, 2011
  -  Фіналіст (5): 1979, 1991, 1999, 2004, 2014

- Суперкубок Алжиру
  -  Володар (1): 1992
  -  Фіналіст (3): 1994, 1995, 2006

### Міжнародні
- Ліга чемпіонів КАФ
  -  Володар (2): 1981, 1990

- Кубок володарів кубків КАФ
  -  Володар (1): 1995

- Кубок КАФ
  -  Володар (3): 2000, 2001, 2002

- Суперкубок КАФ
  -  Володар (1): 1982
  -  Фіналіст (1): 1995

- Кубок чемпіонів Магрибу
  -  Фіналіст (1): 1974

- Північноафриканський кубок чемпіонів
- 3-тє місце (1): 2008

- Арабська ліга чемпіонів з футболу
- 3-тє місце (2): 1987, 1989

## Протистояння

### Регіональні протистояння
ЖСК знаходиться в регіоні Кабілія. В цьому регіоні є декілька футбольних клубів, які виступають в нижчих футбольних дивізіонах національного чемпіонату, з якими ЖС «Кабілія» має принципове суперництво.

### ЖСМ Беджая
ЖСМ Беджая (Женес Спортів Мадінет Беджая) — інший популярний футбольний клуб в регіоні Кабілія. Клуб має більш давнішу історію, ніж «ЖС Кабілія», його було засновано в 1936 році. Він представляє місто Беджая, яке знаходиться в регіоні Кабілія. З моменту своєї появи в елітному дивізіоні національного чемпіонату ЖСМБ почав змагатися з ЖСК за лідерство в Кабільській області, і, таким чином, виникло «Кабілійське Дербі».

### МО Беджая
В той же час у місті Беджая сформувалося інше принципове протистояння, з MO Беджая. Це суперництво відбувається переважно в другому дивізіоні алжирського чемпіонату і сформувало «Беджайське Дербі».

### УСМ Алжир
Термін «Кабільсько-Алжирське Дербі» застосовується до матчів між ЖС «Кабілія» та «УСМ Алжир», яке розпочалося з 1950 року. ЖС «Кабілія» грає ці матчі переважно на стадіоні «1 листопада 1954», а «УСМ Алжир» — на «Оммар Хамаді».

## Статистика виступів на континентальних турнірах під егідою КАФ
- Ліга чемпіонів КАФ / Кубок африканських чемпіонів: 16 виступів

| 1978 – 1/4 фіналу 1981 – Чемпіон 1982 – Перший раунд 1983 – Другий раунд 1984 – 1/2 фіналу | 1986 – Другий раунд 1990 – Чемпіон 1991 – Другий раунд 1996 – 1/2 фіналу 2005 – Перший раунд | 2006 – Груповий етап 2007 – Груповий етап 2008 – Третій раунд 2009 – Перший раунд 2010 – 1/2 фіналу 2015 – дискваліфікована КАФ |  |

- Кубок конфедерації КАФ: 3 виступи

2008 – Груповий етап
2011 – Груповий етап
2012 – Відмовився від участі
- Суперкубок КАФ: 1 виступ

1996 – Фіналіст
- Кубок КАФ: 4 виступи

| 2000 – Чемпіон 2001 – Чемпіон | 2002 – Чемпіон 2003 – 1/4 фіналу |  |

- Кубок володарів кубків КАФ: 2 виступи

1993 – 1/4 фіналу
1995 – Чемпіон

## Закріплені номери
9 –  Альбер Ебоссе, нападник, 2013–14

## Відомі гравці
Нижче перераховані відомі колишні гравці клубу, які представляли Кабілію в національному чемпіонаті та міжнародних змаганнях з моменту заснування клубу в 1946 році, щоб з'явитися в списку, який наведено нижче, гравець повинен зіграти принаймні 100 офіційних матчах за клуб чи представляти національну збірну, за яку гравець має право виступати, під час його перебування в Кабілії або після того, як гравець покинув клуб.
| Алжир - Мессауд Аїт Абдеррахман - Рашид Адан - Салем Амрі - Мустафа Анан - Мокран Бейлеш - Хамід Бергуйга - Ясін Беззаз - Нассер Буїш - Мехді Сербах - Фаузі Шауші - Рашид Далі - Башир Дуаді - Карім Дуден - Нуреддін Дріуеш - Дріс Ель-Коллі - Алі Фергані - Лунес Гауауї - Тарек Хадж Адлан - Салах Лербес - Хакім Медан - Махеддін Мефта - Джамель Менад | - Сліман Рахо - Абдельхамід Садмі - Мусса Саїб - Саад Теджар - Брахім Зафур Бенін - Вассіу Оладіпупу Камерун - Альбер Ебоссе Конго - Вілфрід Урбейн Елвіс Ендзанга Лівія - Омар Дауд Мадагаскар - Ібрахім Амада Малі - Демба Баррі - Ідрісса Кулібалі - Шейх Умар Дабо |

## Відомі тренери
| Ім'я                                     | Період                     |
| ---------------------------------------- | -------------------------- |
| Алі Бенслама                             | 1946–48                    |
| Хассан Хамутен                           | 1948–49                    |
| Хеліфа Бельхадж                          | 1949–51                    |
| Мансур Абтуш Лунес Букерсі               | 1951–52                    |
| Хассан Хамутен                           | 1952–65                    |
| Хассан Хамутен Амар Хаушин               | 1965–66                    |
| Мехді Дефнун                             | 1966–67                    |
| Алі Бенфадах                             | 1967–69                    |
| Лемайтре                                 | 1969–70                    |
| Абделазіз Бен Тіфур Абдеррахман Бубекеур | 1970–71                    |
| Абдеррахман Бубекеур                     | 1971–72                    |
| Віргіл Попеску                           | 1972–73                    |
| Камель Тахір Йован Цестич Петре Мандру   | 1973–74                    |
| Базіл Маріан                             | 1974–грудень 1974          |
| Крістіан Манжу Абдеррахман Бубекеур      | грудень 1974–березень 1975 |
| Амар Руаї                                | березень 1975–1975         |
| Крістіан Манжу Абдеррахман Бубекеур      | 1975–січень 1976           |
| Абдеррахман Бубекеур                     | Січень 1976–1976           |
| Андрей Нагі                              | 1976–грудень 1976          |
| Маєддін Халеф Джаафар Харуні             | січень 1977–1977           |

| Ім'я                            | Період                   |
| ------------------------------- | ------------------------ |
| Маєддін Халеф Стефан Зивотко    | 1977–90                  |
| Алі Фергані Стефан Зивотко      | 1990–91                  |
| Нур Бензекрі Мохамед Юнсі       | 1991–92                  |
| Нуреддін Сааді                  | 1992–квітень 1994        |
| Джаафар Харуні Джамель Менад    | квітень 1994–1996        |
| Брахім Рамдані Хамід Зуба       | 1996–97                  |
| Камель Муасса Джаафар Аїт-Мулуд | 1997–99                  |
| Мустафа Біскрі Мурад Рахмуні    | 1999–грудень 1999        |
| Рашид Адгхігх Янко Гуєлов       | грудень 1999–2000        |
| Енджмеддін Белаяши              | 2000–січень 2001         |
| Маєддін Халеф Насер Санджак     | січень 2001–квітень 2001 |
| Джаафар Харуні                  | квітень 2001–2001        |
| Камель Муасса                   | 2001–02                  |
| Жан-Ів Чай                      | 2002–лютий 2003          |
| Джаафар Харуні                  | лютий 2003–2003          |
| Насер Санджак                   | 2003–листопад 2003       |
| Аззетдін Аїт Джуді Мусса Саїб   | листопад 2003–04         |
| Камель Муасса Мусса Саїб        | 2004–грудень 2004        |

| Ім'я                       | Період                            |
| -------------------------- | --------------------------------- |
| Крістіан Косте Камель Ауїс | грудень 2004–2005                 |
| Рене Таельман              | 2005–грудень 2005                 |
| Жан-Ів Чай                 | грудень 2005–06                   |
| Гаучо                      | 1 січня 2006 – 31 грудня 2006     |
| Аззедін Аїт Джуді          | жовтень 2006–07                   |
| Мусса Саїб                 | 2007–08                           |
| Александру Молдован        | 2008–листопад 2008                |
| Юнес Іфтісен               | листопад 2008–09                  |
| Жан-Крістіан Ланг          | 5 грудня 2008 – 1 січня 2010      |
| Мурад Каруф                | листопад 2009–січень 2010         |
| Ален Гейгер                | 16 січня 2010 – 13 грудня 2010    |
| Камель Бухеллал            | 5 червня 2010 – 30 червня 2011    |
| Рашид Бельхут              | грудень 2010–червень 2011         |
| Мусса Саїб                 | червень 2011–серпень 2011         |
| Мезіан Ігіл                | 14 вересня 2011 – 29 січня 2012   |
| Мурад Каруф (в.о.)         | 1 лютого 2012 – 4 червня 2012     |
| Енріко Фаббро              | 1 липня 2012 – 18 листопада 2012  |
| Насер Санджак              | 20 листопада 2012 – 8 квітня 2013 |
| Резкі Амруш                | 15 квітня 2013 – 30 червня 2013   |
| Аззедін Аїт Джубі          | 1 липня 2013 – 30 червня 2014     |
| Уго Броос                  | 1 липня 2014–2014                 |
| Франсуа Чіччоліні          | 2014                              |
| Жан-Гай Валлемм            | 2015                              |
| Домінік Біжотат            | 2015–                             |